# 31番目のユーリ
『31番目のユーリ』（さんじゅういちばんめのユーリ）は、くりきまるによる日本の漫画作品。『WEBコミックガンマ』（竹書房）にて、2022年3月20日から2024年3月20日まで連載。

## 登場人物
笹倉 岳斗（ささくら がくと）
高校の新人教師。幼いころから霊が視える。
伊奈 波悠理（いなば ゆうり） / ユーリ
笹倉が務める高校の女子生徒。7年前に行方不明になっていたがすでに死亡している。
綿貫 瑞希子（わたぬき みきこ）
養護教諭。ユーリの同級生。卒業して、母校の養護教諭となった後も行方知れずとなったユーリを探していた。
長屋（ながや）
笹倉が副担任を務めるクラスの担任教師。
鬼渕（おにぶち）
笹倉が務める高校の用務員。

## 書誌情報
- くりきまる 『31番目のユーリ』 竹書房〈バンブーコミックス〉、全5巻
  1. 2023年2月16日発売[1][2]、ISBN 978-4-8019-7942-0
  2. 2023年3月16日発売[4]、ISBN 978-4-8019-7974-1
  3. 2023年4月17日発売[5]、ISBN 978-4-8019-8006-8
  4. 2023年10月17日発売[6]、ISBN 978-4-8019-8187-4
  5. 2024年5月16日発売[7]、ISBN 978-4-8019-8313-7